# Бедык
Бедык (карач.-балк. Бедыкъ) — село в Эльбрусском районе Кабардино-Балкарской Республики.
Образует муниципальное образование «сельское поселение Бедык», как единственный населённый пункт в его составе.

## География
Село расположено в северо-восточной части Эльбрусского района, на правом берегу реки Баксан. Находится в 27 км к северу от районного центра Тырныауз и в 65 км к западу от города Нальчик. Через село проходит дорога ведущая к горе Эльбрус.
Площадь сельского поселения составляет — 69 км2. Более 95% площади сельского поселения занимают пастбища и сенокосы.
Граничит с землями населённых пунктов: Жанхотеко и Лашкута на севере, и Былым на юге.
Селение находится в горной части республики, в долине Баксанского ущелья. Средние высоты на территории села составляют 940 метров над уровнем моря. Абсолютные высоты превышают 2 000 метров. Высшей точкой сельского поселения является гора Егюзлеручу (2 286 м) расположенное к юго-западу от села.
Гидрографическая сеть в основном представлена рекой Баксан и его мелкими притоками стекающих с окрестных хребтов.
Климат умеренный. Средняя температура колеблется от +25°С в июле, до -15°С в январе. Среднегодовое количество осадков составляет 600 мм. В начале весны при резких перепадах температуры с гор дует сильный сухой ветер — фён. 

## История
Село основано в 1922 году переселенцами с высокогорных балкарских аулов на предгорья, для разведения племенного скота.
Во время Великой Отечественной войны поселение было захвачено фашистскими войсками, во время их прохода через Баксанское ущелье для водружения фашистского флага над Эльбрусом.
Село было освобождено в начале 1943 года. Однако через год в марте 1944 года балкарцы были депортированы в Среднюю Азию и село в течение 13 лет было в заброшенном состоянии.
В 1957 году решением Верховного Совета СССР балкарцы были реабилитированы и им было разрешено вернутся на свои прежние места проживания.
До 1995 года селение входило в состав совхоза «Эльбрусский». В 1995 году Бедык преобразован в самостоятельное сельское поселение.

## Население
| 2002 | 2010 | 2012 | 2013 | 2014 | 2015 | 2016 |
| ---- | ---- | ---- | ---- | ---- | ---- | ---- |
| 455  | ↗469 | ↘466 | ↘464 | ↘462 | ↘457 | ↗461 |
| 2017 | 2018 | 2019 | 2020 | 2021 | 2023 | 2024 |
| ↘457 | ↘454 | →454 | ↗462 | ↗513 | ↗516 | ↘512 |
| 2025 |      |      |      |      |      |      |
| ↘511 |      |      |      |      |      |      |

Плотность — 7.41 чел./км2.
Национальный состав
По данным Всероссийской переписи населения
 2010 года:
| Народ    | Численность, чел. | Доля от всего населения, % |
| -------- | ----------------- | -------------------------- |
| балкарцы | 452               | 96,4 %                     |
| русские  | 10                | 2,1 %                      |
| другие   | 7                 | 1,5 %                      |
| всего    | 469               | 100 %                      |

## Местное самоуправление
Совет местного самоуправления сельского поселения Бедык. Состоит из 7 депутатов.

## Образование
- Средняя школа № 1 — ул. Байсултанова, 18
- Детский сад № 1

## Здравоохранение
- Фельдшерско-акушерский пункт.

## Культура
- Дом Культуры

## Ислам
- Сельская мечеть

## Экономика
На территории села находится лишь одно предприятие. Производятся добыча гипса и некоторых других видов минеральных горных пород.

## Достопримечательности
Бедыкская пещера в верховьях реки Бедык.

## Археология
- На территории селения Бедык находится Навес у Алебастрового Завода, где изучены отложения от конца эпипалеолита, до неолита и средневековья . Впервые в результате последних исследований здесь установлено не только наиболее раннее появление керамического неолита на Северном Кавказе, но также прослеживается изменение неолитической культуры на протяжении времени.[18] Материалы слоя 6В и 6/7 свидетельствуют о наиболее раннем появлении керамического неолита, который датируется от 8,2 тысячи лет назад до 7,5−6,7 тысячи лет назад или 5,7–4,8 тыс. л. до н. э.на Северном Кавказе, а также дают возможность изучения  развития неолитической культуры этого региона на протяжении около 1000–1500 лет. Неолитические слои стоянки в навесе у Алебастрового завода обнаруживают аналогии в одновременных неолитических культурах как на Южном Кавказе, так и в северном направлении – на юге Русской равнины[19] .
- Рядом с селением Бедык, на правом берегу р. Баксан, расположен грот Сосруко, где представлена многометровая толща отложений, включающая остатки многочисленных стоянок древнего человека (дат. от 17 до 9/10-11 тысяч лет назад). Каменные индустрии слоя 10 в гроте Сосруко, имеющие возраст 15-17 кал. тысяч лет назад, на сегодняшний день представляют самый ранний период заселения человеком современного вида территории Приэльбрусья после максимума последнего оледенения. Материалы слоев 8 и 7 позволяют оценить заселение территории Приэльбрусья в период 13-15 кал. тысяч лет назад. В этих слоях изучено несколько уровней активного обитания, которые представляют собой жилые горизонты, наполненные углем, охрой, изделиями из обсидиана и кремня.

## Улицы
| Аккаева      |
| Байсултанова |
| Баксанская   |

| Заводская    |
| Мира         |
| Партизанская |

| Солнечная |
| Школьная  |